# Philonicus persimilis
Philonicus persimilis là một loài ruồi trong họ Asilidae. Philonicus persimilis được Banks miêu tả năm 1920. Loài này phân bố ở vùng Tân Bắc giới.